# Hoemsbru
Hoemsbru är en omkring 90 meter lång järnvägsbro av stål som används av Gråkallbanen i Trondheim. Den går över Bøckmans veg och är spårvägslinjens mest kända landmärke.
Bron är en tidigare viadukt på Meråkerbanen som gick över älven Funna, omkring två kilometer nordväst om Meråker. När järnvägen byggdes om för högre axellast ansågs viadukten vara för svag och monterades ned. 

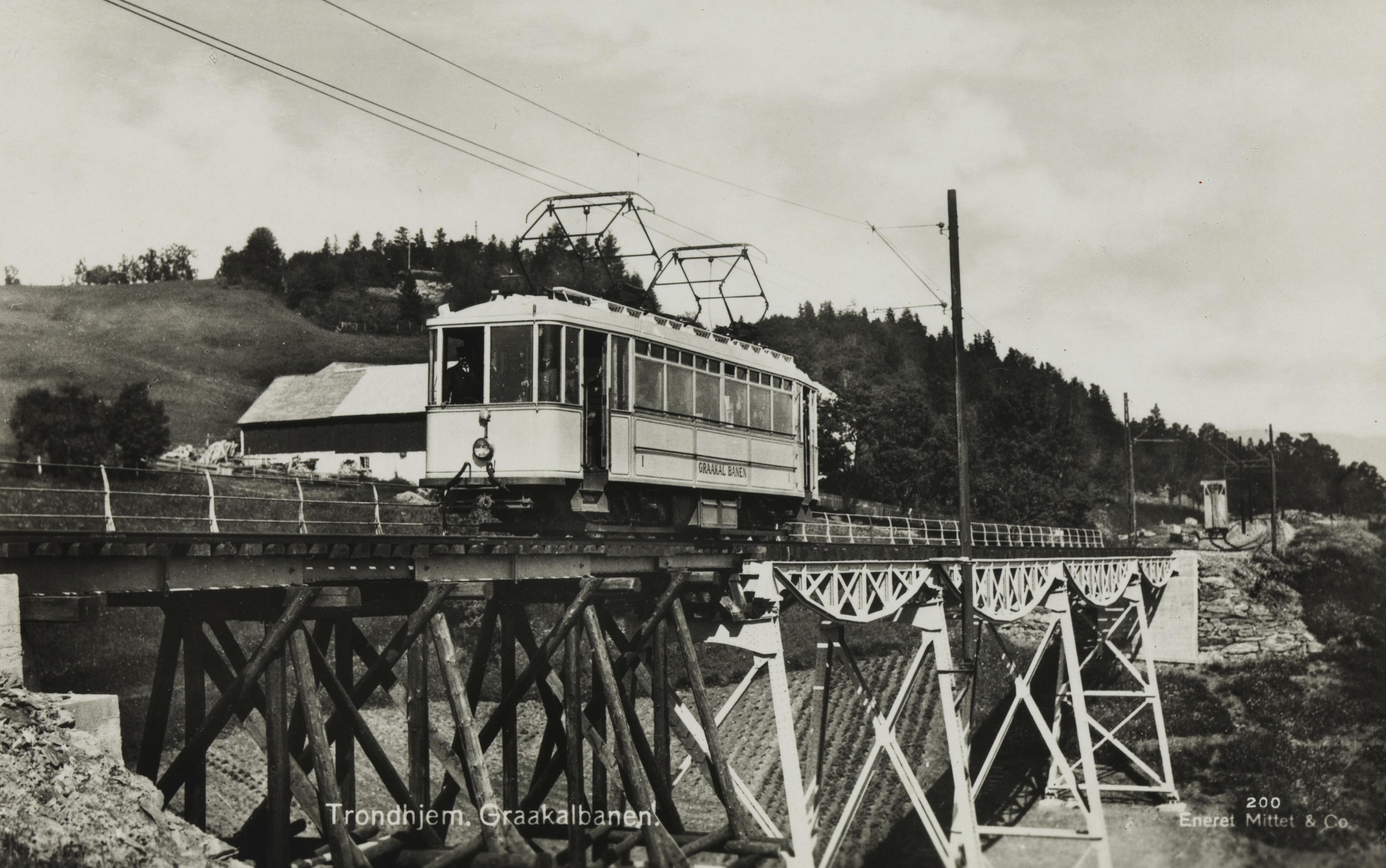
Gråkallbanen på Hoemsbru, omkring 1930. Träkonstruktionen syns tydligt till vänster.

Norges statsbaner sålde viadukten år 1923 och året efter uppfördes den på sin nuvarande plats. Den var visserligen lite för kort så den förlängdes provisoriskt med ett spann i trä, som byttes ut mot en stålkonstruktion år 1951.